# Lijst van Atari 2600-spellen
De lijst van Atari 2600-spellen bevat computerspellen die uitgegeven zijn voor Atari 2600.
| Titel                                                          | Ontwikkelaar                   | Uitgever               | Uitgebracht      | Genre                |
| -------------------------------------------------------------- | ------------------------------ | ---------------------- | ---------------- | -------------------- |
| 128-in-1 Junior Console                                        | Atari                          | Atari                  | 1991             | Compilatiespel       |
| 2 Pak Special: Alien Force & Hoppy                             | Imagic                         | HES                    | 1992             | Compilatiespel       |
| 2 Pak Special: Cavern Blaster & City War                       | Imagic                         | HES                    | 1992             | Compilatiespel       |
| 2 Pak Special: Challenge & Surfing                             | Imagic                         | HES                    | 1990             | Compilatiespel       |
| 2 Pak Special: Cosmic Ark & Quick Step                         | Imagic                         | HES                    | 1990             | Compilatiespel       |
| 2 Pak Special: Dolphin, Pigs 'N Wolf                           | Imagic                         | HES                    | 1990             | Compilatiespel       |
| 2 Pak Special: Dungeon Master & Creature Strike                | Imagic                         | HES                    | 1992             | Compilatiespel       |
| 2 Pak Special: Motocross & Boom Bang                           | Imagic                         | HES                    | 1990             | Compilatiespel       |
| 2 Pak Special: Planet Patrol & Wall Defender                   | Imagic                         | HES                    | 1990             | Compilatiespel       |
| 2 Pak Special: Riddle of the Sphinx & Laser Gates              | Imagic                         | HES                    | 1990             | Compilatiespel       |
| 2 Pak Special: Space Voyage & Fire Alert                       | Imagic                         | HES                    | 1992             | Compilatiespel       |
| 2 Pak Special: Star Warrior & Frogger                          | Imagic                         | HES                    | 1990             | Compilatiespel       |
| 32 in 1 Game Cartridge                                         | Verschillende ontwikkelaars    | Atari                  | 1988             | Compilatiespel       |
| 3-D Genesis                                                    | Amiga                          | Amiga                  | 1983             | Shoot 'em up         |
| 3-D Ghost Attack                                               | Amiga                          | Amiga                  | 1983             | Shoot 'em up         |
| 3-D Havoc                                                      | Amiga                          | Amiga                  | 1983             | Shoot 'em up         |
| 3-D Tic-Tac-Toe                                                | Atari                          | Atari                  | 1980             | Strategiespel        |
| The A-Team                                                     | Atari                          | Atari                  | Niet uitgebracht | Shoot 'em up         |
| Acid Drop                                                      | Salu                           | Salu                   | 1992             | Strategiespel        |
| Action Pak                                                     | Verschillende ontwikkelaars    | Atari                  | 1981             | Compilatiespel       |
| Actionauts                                                     | Rob Fulop                      | Imagic                 | 2007             | Actiespel            |
| The Activision Decathlon                                       | Activision                     | Activision             | 1983             | Sportspel            |
| ADVANCED DUNGEONS & DRAGONS - TOWER OF MYSTERY Cartridge       | M Network                      | M Network              | Niet uitgebracht | Adventurespel        |
| ADVANCED DUNGEONS & DRAGONS - TREASURE OF TARMIN Cartridge     | M Network                      | M Network              | Niet uitgebracht | Adventurespel        |
| Adventure                                                      | Atari                          | Sears                  | 1980             | Adventurespel        |
| Adventures of TRON                                             | APh Technological Consulting   | M Network              | 1982             | Platformspel         |
| Adventures on GX-12                                            | APh Technological Consulting   | Telegames              | 1989             | Platformspel         |
| Air Lock                                                       | Data Age                       | Data Age               | 1982             | Actiespel            |
| Air Raid                                                       | Men-A-Vision                   | Men-A-Vision           | 1984             | Actiespel            |
| Air Raiders                                                    | M Network                      | M Network              | 1982             | Actiespel            |
| Air-Sea Battle                                                 | Atari                          | Sears                  | 1977             | Actiespel            |
| Alien                                                          | Fox Video Games                | Fox Video Games        | 1982             | Actiespel            |
| Alien's Return                                                 | Gem International              | Home Vision            | 1983             | Strategiespel        |
| The Alligator People                                           | 20th Century Fox               | 20th Century Fox       | Niet uitgebracht | Actiespel            |
| Alpha Beam with Ernie                                          | Atari, CCW                     | Atari                  | 1983             | Kinderspel           |
| Amidar                                                         | Konami                         | Parker Brothers        | 1983             | Actiespel            |
| AndroMan on the Moon                                           | Western Technologies           | Atari                  | 1984             | Actiespel            |
| Anteater                                                       | M Network                      | M Network              | Niet uitgebracht | Actiespel            |
| Aquaventure                                                    | Atari                          | Atari                  | Niet uitgebracht | Shoot 'em up         |
| Arena Fight                                                    | Home Vision                    | Home Vision            | 1983             | Actiespel            |
| Armor Ambush                                                   | M Network                      | M Network              | 1982             | Shoot 'em up         |
| Around the World                                               | Home Vision                    | Home Vision            | 1983             | Actiespel            |
| Artillery Duel                                                 | Xonox                          | Xonox                  | 1983             | Strategiespel        |
| Artillery Duel/Chuck Norris Superkicks                         | Xonox                          | Xonox                  | 1983             | Compilatiespel       |
| Artillery Duel/Ghost Manor                                     | Xonox                          | Xonox                  | 1983             | Compilatiespel       |
| Artillery Duel/Spike's Peak                                    | Xonox                          | Xonox                  | 1983             | Compilatiespel       |
| Assault                                                        | Bomb                           | Bomb                   | 1983             | Actiespel            |
| Asterix                                                        | Atari                          | Atari                  | Niet uitgebracht | Actiespel            |
| Asteroid Fire                                                  | Home Vision                    | Home Vision            | 1983             | Shoot 'em up         |
| Asteroids                                                      | Atari                          | Atari                  | 1981             | Actiespel            |
| Astro Chase                                                    | First Star Software            | Parker Brothers        | 1983             | Shoot 'em up         |
| Astroblast                                                     | M Network                      | M Network              | 1982             | Shoot 'em up         |
| Atari Video Cube                                               | Atari                          | Atari                  | 1982             | Strategiespel        |
| Atlantis                                                       | Imagic                         | Imagic                 | 1982             | Shoot 'em up         |
| Atlantis II                                                    | Imagic                         | Imagic                 | 1982             | Shoot 'em up         |
| Atom Smasher                                                   | Video Soft                     | Video Soft             | Niet uitgebracht | Actiespel            |
| Bachelor Party                                                 | Mystique                       | Mystique               | 1982             | Erotiekspel          |
| Bachelor Party/Gigolo                                          | Mystique, PlayAround           | PlayAround             | 1982             | Compilatiespel       |
| Bachelorette Party                                             | Mystique                       | Mystique               | 1982             | Erotiekspel          |
| Bachelorette Party/Burning Desire                              | Mystique, PlayAround           | PlayAround             | 1982             | Compilatiespel       |
| Back to School Pak                                             | Atari                          | Atari                  | 1978             | Compilatiespel       |
| Backgammon                                                     | Atari                          | Atari                  | 1979             | Strategiespel        |
| Bank Heist                                                     | 20th Century Fox               | 20th Century Fox       | 1983             | Racespel             |
| Barnstorming                                                   | Activision                     | Activision             | 1982             | Actiespel            |
| Base Attack                                                    | Home Vision                    | Home Vision            | 1983             | Shoot 'em up         |
| Baseball                                                       | Atari                          | Atari                  | 1978             | Sportspel            |
| Basic Math                                                     | Atari                          | Sears                  | 1977             | Educatief spel       |
| BASIC Programming                                              | Atari                          | Atari                  | 1979             | Educatief spel       |
| Basketball                                                     | Atari                          | Atari                  | 1978             | Sportspel            |
| Battle of the Sexes                                            | Multivision                    | Multivision            | Niet uitgebracht | Actiespel            |
| Battlezone                                                     | Atari                          | Atari                  | 1983             | Actiespel            |
| Beamrider                                                      | Activision                     | Activision             | 1984             | Actiespel            |
| Beany Bopper                                                   | 20th Century Fox               | 20th Century Fox       | 1982             | Shoot 'em up         |
| Beat 'Em & Eat 'Em                                             | Mystique                       | Mystique               | 1982             | Erotiekspel          |
| Beat 'Em & Eat 'Em/Lady in Wading                              | Mystique, PlayAround           | PlayAround             | 1982             | Compilatiespel       |
| Berenstain Bears                                               | Coleco                         | Coleco                 | 1983             | Educatief spel       |
| Bermuda Triangle                                               | Data Age                       | Data Age               | 1982             | Actiespel            |
| Berzerk                                                        | Stern Electronics              | Atari                  | 1982             | Actiespel            |
| Big Bird's Egg Catch                                           | CCW, Atari                     | Atari                  | 1983             | Kinderspel           |
| Bionic Breakthrough                                            | Atari                          | Atari                  | 1984             | Actiespel            |
| Bird Power                                                     | Home Vision                    | Home Vision            | 1983             | Actiespel            |
| Birthday Mania                                                 | PGC                            | PGC                    | 1984             | Shoot 'em up         |
| Blackjack                                                      | Atari                          | Atari                  | 1977             | Simulatiespel        |
| Blueprint                                                      | Bally Midway                   | CBS Electronics        | 1983             | Actiespel            |
| BMX Air Master                                                 | Sculptured Software            | TNT Games              | 1989             | Sportspel            |
| Bobby Is Going Home                                            | Bit                            | Bit                    | 1983             | Actiespel            |
| Boggle                                                         | Atari                          | Atari                  | 1978             | Puzzelspel           |
| Boing!                                                         | First Star Software            | First Star Software    | 1983             | Actiespel            |
| Bouncing Baby Bunnies                                          | Telesys                        | Telesys                | 1983             | Actiespel            |
| Bowling                                                        | Atari                          | Atari                  | 1978             | Sportspel            |
| Boxing                                                         | Activision                     | Activision             | 1980             | Sportspel            |
| Brain Games                                                    | Atari                          | Atari                  | 1978             | Strategiespel        |
| Breakout                                                       | Atari                          | Atari                  | 1978             | Actiespel            |
| Bridge                                                         | Activision                     | Activision             | 1980             | Strategiespel        |
| Buck Rogers: Planet of Zoom                                    | Sega                           | Sega                   | 1983             | Actiespel            |
| Bugs                                                           | Data Age                       | Data Age               | 1982             | Actiespel            |
| Bugs Bunny                                                     | Atari                          | Atari                  | 1983             | Actiespel            |
| Bump 'n' Jump                                                  | M Network                      | M Network              | 1983             | Racespel             |
| Bumper Bash                                                    | Spectravision                  | Spectravision          | 1983             | Actiespel            |
| BurgerTime                                                     | Data East                      | M Network              | 1982             | Actiespel            |
| Burning Desire                                                 | Mystique                       | Mystique               | 1982             | Erotiekspel          |
| Cakewalk                                                       | CommaVid                       | CommaVid               | 1983             | Actiespel            |
| California Games                                               | Epyx                           | Epyx                   | 1988             | Sportspel            |
| Canyon Bomber                                                  | Atari                          | Atari                  | 1978             | Actiespel            |
| Care Bears                                                     | Parker Brothers                | Parker Brothers        | Niet uitgebracht | Kinderspel           |
| Carnival                                                       | Sega                           | Coleco Industries      | 1982             | Actiespel            |
| Casino                                                         | Atari                          | Atari                  | 1978             | Strategiespel        |
| Cat Trax                                                       | UA Limited                     | UA Limited             | Niet uitgebracht | Actiespel            |
| Cathouse Blues                                                 | Mystique                       | Mystique               | 1982             | Erotiekspel          |
| Centipede                                                      | Atari                          | Atari                  | 1982             | Actiespel            |
| The Challenge of... NEXAR                                      | Sirius Software                | Spectravision          | 1983             | Actiespel            |
| Championship Soccer                                            | Atari                          | Atari                  | 1980             | Sportspel            |
| Chase the Chuck Wagon                                          | Spectravision                  | Spectravision          | 1983             | Actiespel            |
| Checkers                                                       | Activision                     | Activision             | 1980             | Strategiespel        |
| China Syndrome                                                 | Spectravision                  | Spectravision          | 1982             | Actiespel            |
| Chopper Command                                                | Activision                     | Activision             | 1982             | Actiespel            |
| Chuck Norris Superkicks                                        | Xonox                          | Xonox                  | 1983             | Actiespel            |
| Circus Atari                                                   | Exidy                          | Atari                  | 1980             | Actiespel            |
| Circus Charlie                                                 | Parker Brothers                | Parker Brothers        | Niet uitgebracht | Actiespel            |
| Clue                                                           | Western Technologies           | Western Technologies   | 1984             | Strategiespel        |
| CocoNuts                                                       | Telesys                        | Telesys                | 1982             | Actiespel            |
| Codebreaker                                                    | Atari                          | Atari                  | 1978             | Strategiespel        |
| Combat                                                         | Atari                          | Atari                  | 1977             | Actiespel            |
| Combat 2                                                       | Atari                          | Atari                  | Niet uitgebracht | Actiespel            |
| Commando                                                       | Capcom                         | Activision             | 1988             | Actiespel            |
| Commando Raid                                                  | US Games                       | US Games               | 1982             | Actiespel            |
| Communist Mutants from Space                                   | Arcadia                        | Arcadia                | 1982             | Actiespel            |
| CompuMate                                                      | Spectravideo                   | Spectravideo           | 1983             | Educatief spel       |
| Computer Chess                                                 | Atari                          | Atari                  | Niet uitgebracht | Strategiespel        |
| Condor Attack                                                  | Ultravision                    | Ultravision            | 1982             | Shoot 'em up         |
| Confrontation                                                  | Answer Software                | Answer Software        | 1983             | Strategiespel        |
| Congo Bongo                                                    | Sega                           | Sega                   | 1983             | Actiespel            |
| Cookie Monster Munch                                           | CCW, Atari                     | Atari                  | 1983             | Kinderspel           |
| Cosmic Ark                                                     | Imagic                         | Imagic                 | 1982             | Actiespel            |
| Cosmic Commuter                                                | Activision                     | Activision             | 1984             | Actiespel            |
| Cosmic Creeps                                                  | Telesys                        | Telesys                | 1982             | Actiespel            |
| Cosmic Swarm                                                   | CommaVid                       | CommaVid               | 1982             | Actiespel            |
| Crack'ed                                                       | Atari                          | Atari                  | Niet uitgebracht | Shoot 'em up         |
| Crackpots                                                      | Activision                     | Activision             | 1983             | Actiespel            |
| Crash Dive                                                     | 20th Century Fox               | 20th Century Fox       | 1983             | Actiespel            |
| Crazy Climber                                                  | Nihon Bussan                   | Atari                  | 1982             | Actiespel            |
| Cross Force                                                    | Spectravision                  | Spectravision          | 1983             | Actiespel            |
| Crossbow                                                       | Exidy                          | Atari                  | 1987             | Actiespel            |
| Crypts of Chaos                                                | 20th Century Fox               | 20th Century Fox       | 1982             | Actiespel            |
| Crystal Castles                                                | Atari                          | Atari                  | 1984             | Actiespel            |
| Cubicolor                                                      | Imagic                         | Imagic                 | Niet uitgebracht | Strategiespel        |
| Custer's Revenge                                               | Mystique                       | Mystique               | 1982             | Erotiekspel          |
| Dark Cavern                                                    | M Network                      | M Network              | 1982             | Shoot 'em up         |
| Dark Chambers                                                  | Atari                          | Atari                  | 1988             | Actiespel            |
| Deadly Duck                                                    | 20th Century Fox               | 20th Century Fox       | 1982             | Shoot 'em up         |
| Death Trap                                                     | Avalon Hill                    | Avalon Hill            | 1983             | Shoot 'em up         |
| Defender                                                       | Williams Electronics           | Atari                  | 1981             | Actiespel            |
| Defender II                                                    | Williams Electronics           | Atari                  | 1984             | Actiespel            |
| Demolition Herby                                               | Telesys                        | Telesys                | 1982             | Actiespel            |
| Demon Attack                                                   | Imagic                         | Imagic                 | 1982             | Actiespel            |
| Demons to Diamonds                                             | Atari                          | Atari                  | 1982             | Actiespel            |
| Depth Charge                                                   | Amiga                          | Amiga                  | 1983             | Shoot 'em up         |
| Desert Falcon                                                  | Atari                          | Atari                  | 1987             | Actiespel            |
| Dice Puzzle                                                    | Sancho                         | Sancho                 | 1983             | Strategiespel        |
| Dig Dug                                                        | Atari                          | Atari                  | 1983             | Actiespel            |
| Dishaster                                                      | ZiMAG                          | ZiMAG                  | 1983             | Strategiespel        |
| Dodge 'Em                                                      | Atari                          | Atari                  | 1980             | Racespel             |
| Dolphin                                                        | Activision                     | Activision             | 1983             | Actiespel            |
| Donald Duck's Speedboat                                        | Atari                          | Atari                  | Niet uitgebracht | Kinderspel           |
| Donkey Kong                                                    | Ikegami Tsushinki, Nintendo    | Coleco Industries      | 1982             | Actiespel            |
| Donkey Kong Jr.                                                | Nintendo                       | Coleco Industries      | 1983             | Actiespel            |
| Double Dragon                                                  | Technos Japan                  | Activision             | 1988             | Actiespel            |
| Double Dunk                                                    | Atari                          | Atari                  | 1989             | Sportspel            |
| Dragonfire                                                     | Imagic                         | Imagic                 | 1982             | Actiespel            |
| DragonStomper                                                  | Starpath                       | Starpath               | 1982             | RPG                  |
| Dragster                                                       | Activision                     | Activision             | 1980             | Racespel             |
| Dukes of Hazzard                                               | Atari                          | Atari                  | Niet uitgebracht | Racespel             |
| Dumbo's Flying Circus                                          | Atari                          | Atari                  | Niet uitgebracht | Actiespel            |
| Dune                                                           | Atari                          | Atari                  | Niet uitgebracht | Adventurespel        |
| The Earth Dies Screaming                                       | Sirius Software                | 20th Century Fox       | 1983             | Actiespel            |
| Eggomania                                                      | US Games                       | US Games               | 1982             | Actiespel            |
| Elevator Action                                                | Taito                          | Taito                  | Niet uitgebracht | Actiespel            |
| Eli's Ladder                                                   | Simage                         | Simage                 | 1982             | Educatief spel       |
| Elk Attack                                                     | Atari                          | Atari                  | Niet uitgebracht | Actiespel            |
| Encounter at L-5                                               | Data Age                       | Data Age               | 1982             | Actiespel            |
| Enduro                                                         | Activision                     | Activision             | 1983             | Racespel             |
| The Entity                                                     | 20th Century Fox               | 20th Century Fox       | Niet uitgebracht | Actiespel            |
| Entombed                                                       | Western Technologies           | US Games               | 1982             | Strategiespel        |
| Escape from the Mindmaster                                     | Starpath                       | Starpath               | 1982             | Adventurespel        |
| Espial                                                         | Orca                           | Tigervision            | 1983             | Actiespel            |
| E.T. the Extra-Terrestrial                                     | Atari                          | Atari                  | 1982             | Adventurespel        |
| Excalibur                                                      | Arcadia                        | Arcadia                | Niet uitgebracht | Adventurespel        |
| Exocet                                                         | Panda                          | Panda                  | 1983             | Shoot 'em up         |
| Fantastic Voyage                                               | Sirius Software                | 20th Century Fox       | 1982             | Shoot 'em up         |
| Fast Eddie                                                     | Sirius Software                | 20th Century Fox       | 1982             | Actiespel            |
| Fast Food                                                      | Telesys                        | Telesys                | 1982             | Actiespel            |
| Fatal Run                                                      | Sculptured Software            | Atari                  | 1990             | Racespel             |
| Fathom                                                         | Imagic                         | Imagic                 | 1983             | Actiespel            |
| Fighter Pilot                                                  | Absolute Entertainment         | Absolute Entertainment | 1988             | Simulatiespel        |
| Final Approach                                                 | Apollo                         | Apollo                 | 1982             | Simulatiespel        |
| Fire Fighter                                                   | Imagic                         | Imagic                 | 1982             | Actiespel            |
| Fire Fly                                                       | Mythicon                       | Mythicon               | 1983             | Actiespel            |
| Fireball                                                       | Arcadia                        | Arcadia                | 1982             | Actiespel            |
| Fishing Derby                                                  | Activision                     | Activision             | 1980             | Sportspel            |
| Flag Capture                                                   | Atari                          | Atari                  | 1978             | Strategiespel        |
| Flash Gordon                                                   | Sirius Software                | 20th Century Fox       | 1983             | Shoot 'em up         |
| Football                                                       | Atari                          | Atari                  | 1978             | Sportspel            |
| Forest                                                         | Tang's Electronic              | Tang's Electronic      | 1983             | Actiespel            |
| Frankenstein's Monster                                         | Data Age                       | Data Age               | 1983             | Actiespel            |
| Freeway                                                        | Activision                     | Activision             | 1981             | Actiespel            |
| Frico                                                          | Home Vision                    | Home Vision            | 1983             | Actiespel            |
| Frog Pond                                                      | Atari                          | Atari                  | Niet uitgebracht | Actiespel            |
| Frogger                                                        | Konami                         | Parker Brothers        | 1983             | Actiespel            |
| Frogger II: ThreeeDeep!                                        | Parker Brothers                | Parker Brothers        | 1984             | Actiespel            |
| Frogs and Flies                                                | APh Technological Consulting   | M Network              | 1982             | Actiespel            |
| Front Line                                                     | Taito                          | Coleco                 | 1984             | Actiespel            |
| Frostbite                                                      | Activision                     | Activision             | 1983             | Actiespel            |
| Funky Fish                                                     | UA                             | UA                     | Niet uitgebracht | Shoot 'em up         |
| Galaxian                                                       | Namco                          | Atari                  | 1983             | Actiespel            |
| Gamma-Attack                                                   | Gammation                      | Gammation              | 1983             | Actiespel            |
| Gangster Alley                                                 | Spectravision                  | Spectravision          | 1982             | Actiespel            |
| Garfield                                                       | Atari                          | Atari                  | Niet uitgebracht | Platformspel         |
| Gas Hog                                                        | Spectravision                  | Spectravision          | 1983             | Actiespel            |
| Gauntlet                                                       | Answer Software                | Answer Software        | 1983             | Actiespel            |
| Ghost Manor                                                    | Xonox                          | Xonox                  | 1983             | Actiespel            |
| Ghostbusters                                                   | Activision                     | Activision             | 1985             | Actiespel            |
| Ghostbusters II                                                | Activision                     | Salu                   | 1992             | Actiespel            |
| G.I. Joe: Cobra Strike                                         | Parker Brothers                | Parker Brothers        | 1983             | Actiespel            |
| Glacier Patrol                                                 | VSS                            | Telegames              | 1983             | Actiespel            |
| Glib                                                           | Qualtronic Devices             | Selchow & Righter      | 1983             | Strategiespel        |
| Golf                                                           | Atari                          | Atari                  | 1980             | Sportspel            |
| Good Luck, Charlie Brown                                       | Atari                          | Atari                  | Niet uitgebracht | Actiespel            |
| Gopher                                                         | US Games                       | US Games               | 1982             | Actiespel            |
| Gorf                                                           | Bally Midway                   | CBS Electronics        | 1982             | Actiespel            |
| Grand Prix                                                     | Activision                     | Activision             | 1982             | Racespel             |
| Gravitar                                                       | Atari                          | Atari                  | 1983             | Actiespel            |
| Great Escape                                                   | Bomb                           | Bomb                   | 1983             | Actiespel            |
| Gremlins                                                       | Atari                          | Atari                  | 1984             | Actiespel            |
| Grover's Music Maker                                           | CCW                            | Atari                  | 1983             | Kinderspel           |
| Guardian                                                       | Apollo                         | Apollo                 | 1982             | Actiespel            |
| Gyruss                                                         | Konami                         | Parker Brothers        | 1984             | Actiespel            |
| Halloween                                                      | Wizard Video Games             | VSS                    | 1983             | Actiespel            |
| Hangman                                                        | Atari                          | Atari                  | 1978             | Strategiespel        |
| Harem                                                          | Multivision                    | Multivision            | Niet uitgebracht | Erotiekspel          |
| Haunted House                                                  | Atari                          | Atari                  | 1981             | Actiespel            |
| H.E.R.O.                                                       | Activision                     | Activision             | 1984             | Actiespel            |
| Holey Moley                                                    | Atari                          | Atari                  | Niet uitgebracht | Actiespel            |
| Home Run                                                       | Atari                          | Atari                  | 1978             | Sportspel            |
| Human Cannonball                                               | Atari                          | Atari                  | 1978             | Strategiespel        |
| Hunt & Score                                                   | Atari                          | Atari                  | 1978             | Strategiespel        |
| I Want My Mommy                                                | ZiMAG                          | ZiMAG                  | 1983             | Actiespel            |
| Ice Hockey                                                     | Activision                     | Activision             | 1981             | Sportspel            |
| Ikari Warriors                                                 | SNK                            | Atari                  | 1989             | Actiespel            |
| The Impossible Game                                            | Telesys                        | Telesys                | Niet uitgebracht | Strategiespel        |
| In Search of the Golden Skull                                  | M Network                      | M Network              | Niet uitgebracht | Actiespel            |
| Inca Gold                                                      | Zellers                        | Zellers                | Onbekend         | Platformspel         |
| The Incredible Hulk                                            | Parker Brothers                | Parker Brothers        | Niet uitgebracht | Actiespel            |
| Indy 500                                                       | Atari                          | Sears                  | 1977             | Racespel             |
| Infiltrate                                                     | Apollo                         | Apollo                 | 1982             | Strategiespel        |
| Innerspace                                                     | VentureVision                  | VentureVision          | Niet uitgebracht | Shoot 'em up         |
| International Soccer                                           | M Network                      | M Network              | 1982             | Sportspel            |
| IQ 180                                                         | Home Vision                    | Home Vision            | 1983             | Strategiespel        |
| James Bond 007                                                 | On Time Software               | Parker Brothers        | 1983             | Actiespel            |
| Jawbreaker                                                     | Tigervision                    | Tigervision            | 1982             | Actiespel            |
| Journey Escape                                                 | Data Age                       | Data Age               | 1982             | Actiespel            |
| Joust                                                          | Williams Electronics           | Atari                  | 1983             | Actiespel            |
| Jr. Pac-Man                                                    | Bally Midway                   | Atari                  | 1987             | Actiespel            |
| Jungle Fever/Knight on the Town                                | PlayAround                     | PlayAround             | 1982             | Compilatiespel       |
| Jungle Hunt                                                    | Taito Corporation              | Atari                  | 1983             | Actiespel            |
| Kabobber                                                       | Activision                     | Activision             | Niet uitgebracht | Actiespel            |
| Kaboom!                                                        | Activision                     | Activision             | 1981             | Actiespel            |
| Kamikaze Saucers                                               | Syncro                         | Syncro                 | Niet uitgebracht | Shoot 'em up         |
| Kangaroo                                                       | Sun Electronics                | Atari                  | 1983             | Actiespel            |
| Karate                                                         | Froggo Games                   | Froggo Games           | 1987             | Sportspel            |
| Keystone Kapers                                                | Activision                     | Activision             | 1983             | Actiespel            |
| Kick-Man                                                       | CBS Electronics                | CBS Electronics        | Niet uitgebracht | Actiespel            |
| Killer Satellites                                              | Starpath                       | Starpath               | 1983             | Actiespel            |
| King Kong                                                      | Tigervision                    | Tigervision            | 1982             | Actiespel            |
| Klax                                                           | Atari                          | Atari                  | 1990             | Strategiespel        |
| Knight on the Town                                             | Mystique                       | Mystique               | 1982             | Erotiekspel          |
| Kool-Aid Man                                                   | M Network                      | M Network              | 1983             | Actiespel            |
| Krull                                                          | Atari                          | Atari                  | 1983             | Actiespel            |
| Kung-Fu Master                                                 | Irem                           | Activision             | 1987             | Actiespel            |
| Kyphus                                                         | Apollo                         | Apollo                 | 1982             | Actiespel            |
| Labyrinth                                                      | Arcadia                        | Arcadia                | Niet uitgebracht | Actiespel            |
| Laser Blast                                                    | Activision                     | Activision             | 1981             | Actiespel            |
| Laser Gates                                                    | Imagic                         | Imagic                 | 1983             | Actiespel            |
| Lasercade                                                      | Videa                          | 20th Century Fox       | Niet uitgebracht | Shoot 'em up         |
| The Last Starfighter                                           | Atari                          | Atari                  | Niet uitgebracht | Shoot 'em up         |
| Lilly Adventure                                                | Home Vision                    | Home Vision            | 1983             | Platformspel         |
| Lochjaw                                                        | Apollo                         | Apollo                 | 1982             | Actiespel            |
| Lock 'n' Chase                                                 | Data East                      | M Network              | 1982             | Actiespel            |
| Loco-Motion                                                    | M Network                      | M Network              | Niet uitgebracht | Puzzelspel           |
| London Blitz                                                   | Avalon Hill                    | Avalon Hill            | 1983             | Strategiespel        |
| Looping                                                        | Coleco                         | Coleco                 | 1983             | Actiespel            |
| The Lord of the Rings: Journey to Rivendell                    | Parker Brothers                | Parker Brothers        | Niet uitgebracht | Platformspel         |
| Lost Luggage                                                   | Apollo                         | Apollo                 | 1982             | Actiespel            |
| M.A.D.                                                         | Western Technologies           | US Games               | 1982             | Actiespel            |
| Magic Carpet                                                   | Home Vision                    | Home Vision            | Niet uitgebracht | Shoot 'em up         |
| MagiCard                                                       | CommaVid                       | CommaVid               | 1981             | Educatief spel       |
| Major League Baseball                                          | APh Technological Consulting   | M Network              | 1982             | Sportspel            |
| Malagai                                                        | Answer Software                | Answer Software        | 1983             | Actiespel            |
| Mangia'                                                        | Spectravision                  | Spectravision          | 1983             | Actiespel            |
| Marauder                                                       | On-Line Systems                | Tigervision            | 1982             | Actiespel            |
| Marine Wars                                                    | Konami                         | Konami                 | 1983             | Actiespel            |
| Mario Bros.                                                    | Nintendo                       | Atari                  | 1983             | Actiespel            |
| Mark of the Mole                                               | Atari                          | Atari                  | Niet uitgebracht | Actiespel            |
| M*A*S*H                                                        | 20th Century Fox               | 20th Century Fox       | 1983             | Actiespel            |
| Master Builder                                                 | Spectravision                  | Spectravision          | 1983             | Actiespel            |
| Masters of the Universe: The Power of He-Man                   | Mattel Electronics             | Mattel Electronics     | 1983             | Actiespel            |
| Math Gran Prix                                                 | Atari                          | Atari                  | 1982             | Racespel             |
| Maze Craze: A Game of Cops 'n Robbers                          | Atari                          | Atari                  | 1980             | Actiespel            |
| McDonald's                                                     | Parker Brothers                | Parker Brothers        | Niet uitgebracht | Actiespel            |
| Mega Force                                                     | 20th Century Fox               | 20th Century Fox       | 1982             | Actiespel            |
| Megamania                                                      | Activision                     | Activision             | 1982             | Actiespel            |
| Meltdown                                                       | Videa                          | 2600 Connection        | Niet uitgebracht | Actiespel            |
| Meteoroids                                                     | Arcadia                        | Arcadia                | Niet uitgebracht | Shoot 'em up         |
| Midnight Magic                                                 | Atari                          | Atari                  | 1986             | Simulatiespel        |
| Millipede                                                      | Atari                          | Atari                  | 1984             | Actiespel            |
| Mind Maze                                                      | Atari                          | Atari                  | Niet uitgebracht | Puzzelspel           |
| Miner 2049er                                                   | Big Five Software              | Tigervision            | 1983             | Actiespel            |
| Miner 2049er Volume II                                         | Big Five Software              | Tigervision            | 1983             | Actiespel            |
| Mines of Minos                                                 | CommaVid                       | CommaVid               | 1982             | Strategiespel        |
| Miniature Golf                                                 | Atari                          | Sears                  | 1977             | Simulatiespel        |
| Miss Piggy's Wedding                                           | Atari                          | Atari                  | Niet uitgebracht | Actiespel            |
| Missile Command                                                | Atari                          | Atari                  | 1981             | Actiespel            |
| Missile Control                                                | Video Gems                     | Video Gems             | 1983             | Actiespel            |
| Mission 3000                                                   | Bit                            | Bit                    | 1983             | Actiespel            |
| Mission Omega                                                  | CommaVid                       | CommaVid               | Niet uitgebracht | Shoot 'em up         |
| Mission Survive                                                | Video Gems                     | Video Gems             | 1983             | Shoot 'em up         |
| Mogul Maniac                                                   | Amiga                          | Amiga                  | 1983             | Sportspel            |
| Monstercise                                                    | Atari                          | Atari                  | Niet uitgebracht | Kinderspel           |
| Montezuma's Revenge                                            | Parker Brothers                | Parker Brothers        | 1984             | Actiespel            |
| Moon Patrol                                                    | Irem                           | Atari                  | 1983             | Actiespel            |
| Moonsweeper                                                    | Imagic                         | Imagic                 | 1983             | Actiespel            |
| Motocross                                                      | Quelle                         | Quelle                 | 1983             | Racespel             |
| Motocross Racer                                                | Xonox                          | Xonox                  | 1984             | Racespel             |
| MotoRodeo                                                      | Axlon                          | Atari                  | 1990             | Racespel             |
| Mountain King                                                  | VSS                            | CBS Electronics        | 1983             | Actiespel            |
| Mouse Trap                                                     | Exidy                          | Coleco                 | 1982             | Actiespel            |
| Mr. Do!                                                        | Universal                      | Coleco                 | 1983             | Actiespel            |
| Mr. Do!'s Castle                                               | Universal                      | Parker Brothers        | 1984             | Actiespel            |
| Ms. Pac-Man                                                    | General Computer Corporation   | Atari                  | 1982             | Actiespel            |
| The Music Machine                                              | Christian Software Development | HomeComputer Software  | 1983             | Educatief spel       |
| A Mysterious Thief                                             | Suntek                         | Suntek                 | Niet uitgebracht | Actiespel            |
| Name This Game                                                 | US Games                       | US Games               | 1982             | Actiespel            |
| NASL Soccer                                                    | APh Technological Consulting   | M Network              | 1982             | Sportspel            |
| NFL Football                                                   | APh Technological Consulting   | M Network              | 1982             | Sportspel            |
| Night Driver                                                   | Atari                          | Atari                  | 1980             | Racespel             |
| Night Stalker                                                  | M Network                      | M Network              | 1982             | Actiespel            |
| No Escape!                                                     | Imagic                         | Imagic                 | 1983             | Actiespel            |
| Nova Blast                                                     | Onbekend                       | Imagic                 | 1983             | Shoot 'em up         |
| Nuts                                                           | Technovision                   | Technovision           | 1983             | Actiespel            |
| Obélix                                                         | Atari                          | Atari                  | 1983             | Actiespel            |
| Off the Wall                                                   | Atari                          | Atari                  | 1989             | Actiespel            |
| Off Your Rocker                                                | Amiga                          | Amiga                  | 1983             | Actiespel            |
| The Official Frogger                                           | Starpath                       | Starpath               | 1983             |                      |
| Oink!                                                          | Activision                     | Activision             | 1983             | Actiespel            |
| Omega Race                                                     | Bally Midway                   | CBS Electronics        | 1983             | Actiespel            |
| Open, Sesame!                                                  | Bit                            | Bit                    | 1983             | Platformspel         |
| Oscar's Trash Race                                             | CCW, Atari                     | Atari                  | 1983             | Kinderspel           |
| Othello                                                        | Atari                          | Atari                  | 1980             | Strategiespel        |
| Out of Control                                                 | Avalon Hill                    | Avalon Hill            | 1983             | Racespel             |
| Outlaw                                                         | Atari                          | Atari                  | 1978             | Actiespel            |
| Pac-Kong                                                       | Quelle                         | Quelle                 | 1983             | Actiespel            |
| Pac-Man                                                        | Namco                          | Atari                  | 1981             | Actiespel            |
| Panda Chase                                                    | Home Vision                    | Home Vision            | 1983             | Platformspel         |
| Parachute                                                      | Home Vision                    | Home Vision            | 1983             | Actiespel            |
| Party Mix                                                      | Starpath                       | Starpath               | 1983             | Compilatiespel       |
| Peek-A-Boo                                                     | Atari                          | Atari                  | Niet uitgebracht | Kinderspel           |
| Pengo                                                          | Coreland, Sega                 | Atari                  | 1984             | Actiespel            |
| Pepper II                                                      | Coleco                         | Coleco                 | Niet uitgebracht | Actiespel            |
| Pepsi Invaders                                                 | Atari                          | Atari                  | 1983             | Actiespel            |
| Personal Game Programmer PGP-1                                 | Answer Software                | Answer Software        | 1983             | Educatief spel       |
| Pete Rose Baseball                                             | Absolute Entertainment         | Absolute Entertainment | 1988             | Sportspel            |
| Phantom-Panzer                                                 | Quelle                         | Quelle                 | 1983             | Actiespel            |
| Pharaoh's Curse                                                | TechnoVision                   | TechnoVision           | 1983             | Actiespel            |
| Phaser Patrol                                                  | Arcadia                        | Arcadia                | 1982             | Actiespel            |
| Phoenix                                                        | Amstar                         | Atari                  | 1982             | Actiespel            |
| Pick 'n Pile                                                   | Ubisoft                        | Ubisoft                | 1990             | Strategiespel        |
| Pick Up                                                        | 20th Century Fox               | 20th Century Fox       | 1983             | Actiespel            |
| Picnic                                                         | Western Technologies           | US Games               | 1982             | Actiespel            |
| Piece o' Cake                                                  | US Games                       | US Games               | 1982             | Actiespel            |
| Pigs in Space                                                  | Atari                          | Atari                  | 1983             | Kinderspel           |
| Pitfall!                                                       | Activision                     | Activision             | 1982             | Actiespel            |
| Pitfall II: Lost Caverns                                       | Activision                     | Activision             | 1984             | Actiespel            |
| Pizza Chef                                                     | ZiMAG                          | ZiMAG                  | 1983             | Educatief spel       |
| Planet of the Apes                                             | 20th Century Fox               | 20th Century Fox       | Niet uitgebracht | Actiespel            |
| Planet Patrol                                                  | Spectravision                  | Spectravision          | 1982             | Actiespel            |
| Plaque Attack                                                  | Activision                     | Activision             | 1983             | Actiespel            |
| Play Farm                                                      | Home Vision                    | Home Vision            | Niet uitgebracht | Actiespel            |
| Pleiades                                                       | UA Limited                     | UA Limited             | Niet uitgebracht | Shoot 'em up         |
| Polaris                                                        | Taito                          | Tigervision            | 1982             | Actiespel            |
| Pole Position                                                  | Namco                          | Atari                  | 1983             | Racespel             |
| Polo                                                           | Atari                          | Atari                  | Niet uitgebracht | 1978                 |
| Polo Game                                                      | Home Vision                    | Home Vision            | Niet uitgebracht | Sportspel            |
| Pompeii                                                        | Apollo                         | Apollo                 | 1983             | Actiespel            |
| Pooyan                                                         | Konami                         | Konami                 | 1982             | Actiespel            |
| Popeye                                                         | Nintendo                       | Parker Brothers        | 1983             | Actiespel            |
| Porky's                                                        | DEM, Lazer Microsystems        | 20th Century Fox       | 1983             | Adventurespel        |
| Power Lords                                                    | Probe 2000                     | Probe 2000             | Niet uitgebracht | Shoot 'em up         |
| Pressure Cooker                                                | Activision                     | Activision             | 1983             | Actiespel            |
| Private Eye                                                    | Activision                     | Activision             | 1984             | Actiespel            |
| Pursuit of the Pink Panther                                    | Probe 2000                     | Probe 2000             | Niet uitgebracht | Actiespel            |
| Q*bert                                                         | Western Technologies           | Parker Brothers        | 1983             | Actiespel            |
| Q*bert's Qubes                                                 | Mylstar Electronics            | Parker Brothers        | 1984             | Actiespel            |
| Quadrun                                                        | Atari                          | Atari                  | 1983             | Third-person shooter |
| Quest for Quintana Roo                                         | VSS                            | Sunrise Software       | 1984             | Adventurespel        |
| Quick Step                                                     | Imagic                         | Imagic                 | 1983             | Actiespel            |
| Rabbit Transit                                                 | Starpath                       | Starpath               | 1983             | Actiespel            |
| Racing Car                                                     | Home Vision                    | Home Vision            | 1983             | Racespel             |
| Racquetball                                                    | Apollo                         | Apollo                 | 1981             | Sportspel            |
| Radar Lock                                                     | Atari                          | Atari                  | 1989             | Actiespel            |
| Raft Rider                                                     | US Games                       | US Games               | 1982             | Actiespel            |
| Raiders of the Lost Ark                                        | Atari                          | Atari                  | 1982             | Adventurespel        |
| Ram It                                                         | Telesys                        | Telesys                | 1982             | Actiespel            |
| Rampage                                                        | Bally Midway                   | Activision             | 1989             | Actiespel            |
| Reactor                                                        | D. Gottlieb & Co.              | Parker Brothers        | 1982             | Actiespel            |
| Realsports Baseball                                            | Atari                          | Atari                  | 1982             | Sportspel            |
| RealSports Basketball                                          | CGE Services                   | Atari                  | Niet uitgebracht | Sportspel            |
| RealSports Boxing                                              | Atari                          | Atari                  | 1987             | Sportspel            |
| RealSports Football                                            | Atari                          | Atari                  | 1982             | Sportspel            |
| RealSports Soccer                                              | Atari                          | Atari                  | 1983             | Sportspel            |
| RealSports Tennis                                              | Atari                          | Atari                  | 1983             | Sportspel            |
| RealSports Volleyball                                          | Atari                          | Atari                  | 1982             | Sportspel            |
| Red Sea Crossing                                               | Atari                          | Atari                  | 1983             | Actiespel            |
| Rescue Terra I                                                 | VentureVision                  | VentureVision          | 1982             | Actiespel            |
| Revenge of the Beefsteak Tomatoes                              | 20th Century Fox               | 20th Century Fox       | 1983             | Actiespel            |
| Riddle of the Sphinx                                           | Imagic                         | Imagic                 | 1982             | Actiespel            |
| River Patrol                                                   | Orca                           | Tigervision            | 1984             | Actiespel            |
| River Raid                                                     | Activision                     | Activision             | 1982             | Actiespel            |
| River Raid II                                                  | Imagineering                   | Activision             | 1988             | Actiespel            |
| Road Runner                                                    | Atari                          | Atari                  | 1989             | Racespel             |
| Robin Hood                                                     | Xonox                          | Xonox                  | 1983             | Actiespel            |
| Robot Tank                                                     | Activision                     | Activision             | 1983             | Actiespel            |
| Roc 'N Rope                                                    | Konami                         | Coleco                 | 1984             | Actiespel            |
| Rocky & Bullwinkle                                             | M Network                      | M Network              | Niet uitgebracht | Actiespel            |
| Room of Doom                                                   | CommaVid                       | CommaVid               | 1982             | Actiespel            |
| Rubik's Cube                                                   | Atari                          | Atari                  | 1982             | Puzzelspel           |
| Rush Hour                                                      | CommaVid                       | CommaVid               | Niet uitgebracht | Shoot 'em up         |
| Saboteur                                                       | Atari                          | Atari                  | Niet uitgebracht | Shoot 'em up         |
| Save Mary!                                                     | Atari                          | Atari                  | Niet uitgebracht | Actiespel            |
| Save Our Ship                                                  | TechnoVision                   | TechnoVision           | 1983             | Actiespel            |
| Save the Whales                                                | 20th Century Fox               | Control Video          | Niet uitgebracht | Actiespel            |
| Scavenger Hunt                                                 | Amiga                          | Amiga                  | Niet uitgebracht | Puzzelspel           |
| Sea Battle                                                     | M Network                      | M Network              | Niet uitgebracht | Simulatiespel        |
| Sea Hawk                                                       | Tang's Electronic Co.          | Panda                  | 1983             | Actiespel            |
| Sea Monster                                                    | Bit                            | Bit                    | 1983             | Actiespel            |
| Seaquest                                                       | Activision                     | Activision             | 1983             | Actiespel            |
| Secret Agent                                                   | Data Age                       | Data Age               | Niet uitgebracht | Actiespel            |
| Secret Quest                                                   | Axlon                          | Atari                  | 1989             | Actiespel            |
| Sentinel                                                       | Atari                          | Atari                  | 1990             | Actiespel            |
| Sharp Wold                                                     | Home Vision                    | Home Vision            | Niet uitgebracht | Actiespel            |
| Shootin' Gallery                                               | Imagic                         | Imagic                 | 1982             | Actiespel            |
| Shooting Arcade                                                | Atari                          | Atari                  | Niet uitgebracht | Shoot 'em up         |
| Shuttle Orbiter                                                | Avalon Hill                    | Avalon Hill            | 1983             | Simulatiespel        |
| Sinistar                                                       | Atari                          | Atari                  | Niet uitgebracht | Shoot 'em up         |
| Sir Lancelot                                                   | Xonox                          | Xonox                  | 1983             | Actiespel            |
| Skate Boardin'                                                 | Absolute Entertainment         | Absolute Entertainment | 1987             | Sportspel            |
| Skeet Shoot                                                    | Apollo                         | Apollo                 | 1981             | Actiespel            |
| Ski Hunt                                                       | Home Vision                    | Home Vision            | Niet uitgebracht | Sportspel            |
| Skiing                                                         | Activision                     | Activision             | 1980             | Sportspel            |
| Skindiver                                                      | Sancho                         | Sancho                 | 1983             | Actiespel            |
| Sky Alien                                                      | Home Vision                    | Home Vision            | Niet uitgebracht | Shoot 'em up         |
| Sky Blazer                                                     | Brøderbund Software            | Brøderbund Software    | Niet uitgebracht | Shoot 'em up         |
| Sky Diver                                                      | Atari                          | Atari                  | 1978             | Actiespel            |
| Sky Jinks                                                      | Activision                     | Activision             | 1982             | Racespel             |
| Sky Patrol                                                     | Imagic                         | Imagic                 | Niet uitgebracht | Simulatiespel        |
| Sky Skipper                                                    | Nintendo                       | Parker Brothers        | 1983             | Actiespel            |
| Slot Machine                                                   | Atari                          | Atari                  | 1979             | Simulatiespel        |
| Slot Racers                                                    | Atari                          | Atari                  | 1978             | Actiespel            |
| Smurf: Rescue in Gargamel's Castle                             | Coleco                         | Coleco                 | 1982             | Actiespel            |
| Smurfs Save the Day                                            | Coleco                         | Coleco                 | 1983             | Kinderspel           |
| Snail against Squirrel                                         | Bit                            | Bit                    | 1983             | Platformspel         |
| Sneak 'n Peek                                                  | US Games                       | US Games               | 1982             | Simulatiespel        |
| Snoopy and the Red Baron                                       | Atari                          | Atari                  | 1983             | Actiespel            |
| Snow White                                                     | Atari                          | Atari                  | Niet uitgebracht | Actiespel            |
| Solar Fox                                                      | Bally Midway                   | CBS Electronics        | 1983             | Actiespel            |
| Solar Storm                                                    | Imagic                         | Imagic                 | 1983             | Actiespel            |
| Solaris                                                        | Atari                          | Atari                  | 1986             | Actiespel            |
| Sorcerer                                                       | Mythicon                       | Mythicon               | 1983             | Actiespel            |
| Sorcerer's Apprentice                                          | Atari                          | Atari                  | 1983             | Actiespel            |
| Space Attack                                                   | M Network                      | M Network              | 1982             | Actiespel            |
| Space Cavern                                                   | Apollo                         | Apollo                 | 1982             | Actiespel            |
| Space Invaders                                                 | Taito                          | Atari                  | 1980             | Actiespel            |
| Space Jockey                                                   | US Games                       | US Games               | 1982             | Actiespel            |
| Space Mission                                                  | Atari                          | Atari                  | 1977             | Shoot 'em up         |
| Space Shuttle: A Journey into Space                            | Activision                     | Activision             | 1983             | Simulatiespel        |
| Space Tunnel                                                   | Bit                            | Bit                    | 1982             | Shoot 'em up         |
| Space War                                                      | Atari                          | Atari                  | 1978             | Actiespel            |
| Spacechase                                                     | Apollo                         | Apollo                 | 1981             | Actiespel            |
| SpaceMaster X-7                                                | Sirius Software                | 20th Century Fox       | 1983             | Strategiespel        |
| Spiderdroid                                                    | Froggo Games                   | Froggo Games           | 1987             | Actiespel            |
| Spider Fighter                                                 | Activision                     | Activision             | 1982             | Actiespel            |
| Spider-Man                                                     | Parker Brothers                | Parker Brothers        | 1982             | Actiespel            |
| Spinning Fireball                                              | Vidco                          | Vidco                  | 1983             | Actiespel            |
| Spike's Peak                                                   | Xonox                          | Xonox                  | 1983             | Actiespel            |
| Spitfire Attack                                                | Milton Bradley                 | Milton Bradley         | 1983             | Actiespel            |
| Springer                                                       | Orca                           | Tigervision            | 1982             | Actiespel            |
| Sprintmaster                                                   | Atari                          | Atari                  | 1988             | Racespel             |
| Spy Hunter                                                     | Bally Midway                   | Sega                   | 1984             | Racespel             |
| Squeeze Box                                                    | US Games                       | US Games               | 1982             | Actiespel            |
| Squoosh                                                        | Apollo                         | Apollo                 | Niet uitgebracht | Actiespel            |
| Sssnake                                                        | Data Age                       | Data Age               | 1982             | Actiespel            |
| Stampede                                                       | Activision                     | Activision             | 1981             | Actiespel            |
| Star Fox                                                       | Mythicon                       | Mythicon               | 1983             | Actiespel            |
| Star Raiders                                                   | Atari                          | Atari                  | 1982             | Actiespel            |
| Star Ship                                                      | Atari                          | Sears (warenhuisketen) | 1977             | Actiespel            |
| Star Strike                                                    | Mattel Electronics             | Mattel Electronics     | 1982             | Actiespel            |
| Star Trek: Strategic Operations Simulator                      | Sega                           | Sega                   | 1983             | Actiespel            |
| Star Voyager                                                   | Imagic                         | Imagic                 | 1982             | Actiespel            |
| Star Wars                                                      | Atari                          | Parker Brothers        | 1983             | Actiespel            |
| Star Wars: Jedi Arena                                          | Parker Brothers                | Parker Brothers        | 1983             | Actiespel            |
| Star Wars: Return of the Jedi - Death Star Battle              | Parker Brothers                | Parker Brothers        | 1983             | Actiespel            |
| Star Wars: Return of the Jedi - Ewok Adventure                 | Parker Brothers                | Parker Brothers        | Niet uitgebracht | Actiespel            |
| Star Wars: The Empire Strikes Back                             | Parker Brothers                | Parker Brothers        | 1982             | Actiespel            |
| Stargate                                                       | Williams Electronic Games      | Atari                  | 1984             | Actiespel            |
| Stargunner                                                     | Telesys                        | Telesys                | 1982             | Actiespel            |
| Starmaster                                                     | Activision                     | Activision             | 1982             | Actiespel            |
| Steeplechase                                                   | Atari                          | Sears                  | 1980             | Sportspel            |
| Stone Age                                                      | CCE                            | CCE                    | 1983             | Actiespel            |
| Strategy X                                                     | Konami                         | Konami                 | 1981             | Actiespel            |
| Strawberry Shortcake: Musical Match-Ups                        | Parker Brothers                | Parker Brothers        | 1983             | Strategiespel        |
| Street Racer                                                   | Atari                          | Sears                  | 1977             | Racespel             |
| Stronghold                                                     | CommaVid                       | CommaVid               | 1983             | Actiespel            |
| Stunt Cycle                                                    | Atari                          | Atari                  | Niet uitgebracht | Actiespel            |
| Sub-Scan                                                       | Sega                           | Sega                   | 1983             | Shoot 'em up         |
| Submarine Commander                                            | Atari                          | Sears                  | 1982             | Simulatiespel        |
| Subterranea                                                    | Imagic                         | Imagic                 | 1983             | Actiespel            |
| Suicide Mission                                                | Arcadia                        | Arcadia                | 1982             | Actiespel            |
| Summer Games                                                   | Epyx                           | Epyx                   | 1987             | Sportspel            |
| Super Baseball                                                 | Atari                          | Atari                  | 1988             | Sportspel            |
| Super Breakout                                                 | Atari                          | Atari                  | 1981             | Actiespel            |
| Super Challenge Baseball                                       | M Network                      | M Network              | 1982             | Sportspel            |
| Super Challenge Football                                       | M Network                      | M Network              | 1982             | Sportspel            |
| Super Cobra                                                    | Konami                         | Parker Brothers        | 1983             | Actiespel            |
| Super Football                                                 | Atari                          | Atari                  | 1988             | Sportspel            |
| Superman                                                       | Atari                          | Atari                  | 1978             | Actiespel            |
| Surf's Up                                                      | Amiga                          | Amiga                  | Sportspel        |                      |
| Surfer's Paradise But Danger Below!                            | Video Gems                     | Video Gems             | 1983             | Actiespel            |
| Surround                                                       | Atari                          | Sears                  | 1977             | Actiespel            |
| Survival Island                                                | Starpath                       | Starpath               | 1983             | Adventurespel        |
| Survival Run                                                   | Milton Bradley                 | Milton Bradley         | 1983             | Actiespel            |
| Sweat!: The Decathlon Game                                     | Starpath                       | Starpath               | Niet uitgebracht | Sportspel            |
| Sword of Saros                                                 | Starpath                       | Starpath               | 1983             | Adventure            |
| Swordfight                                                     | M Network                      | M Network              | Niet uitgebracht | Actiespel            |
| SwordQuest: AirWorld                                           | Atari                          | Atari                  | Niet uitgebracht | Actiespel            |
| SwordQuest: EarthWorld                                         | Atari                          | Atari                  | 1982             | Actiespel            |
| SwordQuest: FireWorld                                          | Atari                          | Atari                  | 1982             | Actiespel            |
| SwordQuest: WaterWorld                                         | Atari                          | Atari                  | 1983             | Actiespel            |
| Tac-Scan                                                       | Sega                           | Sega                   | 1983             | Actiespel            |
| Tank Blitz                                                     | Milton Bradley                 | Milton Bradley         | 1984             | Shoot 'em up         |
| Tapeworm                                                       | Spectravision                  | Spectravision          | 1982             | Actiespel            |
| Tapper                                                         | Bally Midway                   | Sega                   | 1984             | Actiespel            |
| Targ                                                           | CBS Electronics                | CBS Electronics        | Niet uitgebracht | Shoot 'em up         |
| Tarzan                                                         | Coleco                         | Coleco                 | 1983             | Actiespel            |
| Tax Avoiders                                                   | American Videogame             | American Videogame     | 1982             | Actiespel            |
| Taz                                                            | Atari                          | Atari                  | 1983             | Actiespel            |
| Telepathy                                                      | Atari                          | Atari                  | Niet uitgebracht | Actiespel            |
| Tempest                                                        | Atari                          | Atari                  | Niet uitgebracht | Shoot 'em up         |
| Tennis                                                         | Activision                     | Activision             | 1981             | Sportspel            |
| The Texas Chainsaw Massacre                                    | VSS                            | Wizard Video Games     | 1983             | Actiespel            |
| Threshold                                                      | On-Line Systems                | Tigervision            | 1982             | Actiespel            |
| Thunderground                                                  | Sega                           | Sega                   | 1983             | Actiespel            |
| Thwocker                                                       | Activision                     | Activision             | Niet uitgebracht | Actiespel            |
| Time Pilot                                                     | Konami                         | Coleco                 | 1983             | Actiespel            |
| Time Warp                                                      | Funvision                      | Funvision              | 1982             | Shoot 'em up         |
| Title Match Pro Wrestling                                      | Absolute Entertainment         | Absolute Entertainment | 1987             | Sportspel            |
| Tomarc the Barbarian                                           | Xonox                          | Xonox                  | 1983             | Actiespel            |
| Tomcat: The F-14 Fighter Simulator                             | Absolute Entertainment         | Absolute Entertainment | 1988             | Simulatiespel        |
| Tooth Protectors                                               | DSD/Camelot                    | DSD/Camelot            | 1983             | Actiespel            |
| Topy                                                           | Home Vision                    | Home Vision            | 1983             | Actiespel            |
| Towering Inferno                                               | Western Technologies           | US Games               | 1982             | Actiespel            |
| Track & Field                                                  | Konami                         | Atari                  | 1984             | Sportspel            |
| Treasure Below                                                 | Video Gems                     | Video Gems             | 1983             | Actiespel            |
| Treasure Discovery                                             | Home Vision                    | Home Vision            | 1983             | Actiespel            |
| Trick Shot                                                     | Imagic                         | Imagic                 | 1982             | Sportspel            |
| TRON: Deadly Discs                                             | M Network                      | M Network              | 1982             | Actiespel            |
| Tunnel Runner                                                  | CBS Electronics                | CBS Electronics        | 1983             | Actiespel            |
| Turbo                                                          | Coleco                         | Coleco                 | Niet uitgebracht | Racespel             |
| Turmoil                                                        | Sirius Software                | Fox Video Games        | 1982             | Actiespel            |
| Tutankham                                                      | Konami                         | Parker Brothers        | 1983             | Actiespel            |
| UFI und sein gefährlicher Einsatz                              | Atari                          | Quelle                 | 1983             | Actiespel            |
| Universal Chaos                                                | Exidy                          | Telegames              | 1983             | Actiespel            |
| Up'n Down                                                      | Sega                           | Sega                   | 1984             | Racespel             |
| Vanguard                                                       | SNK                            | Atari                  | 1982             | Actiespel            |
| Venture                                                        | Exidy                          | Coleco Industries      | 1982             | Actiespel            |
| Video Checkers                                                 | Atari                          | Atari                  | 1980             | Strategiespel        |
| Video Chess                                                    | Atari                          | Atari                  | 1979             | Strategiespel        |
| Video Jogger                                                   | Exus                           | Exus                   | 1983             | Actiespel            |
| Video Life                                                     | Commavid                       | Commavid               | 1981             | Levenssimulatiespel  |
| Video Olympics                                                 | Atari                          | Atari                  | 1977             | Actiespel            |
| Video Pinball                                                  | Atari                          | Atari                  | 1980             | Simulatiespel        |
| Video Reflex                                                   | Exus                           | Exus                   | 1983             | Actiespel            |
| Vulture Attack                                                 | Onbekend                       | K-Tel Vision           | 1982             | Shoot 'em up-spel    |
| Wabbit                                                         | Apollo                         | Apollo                 | 1982             | Actiespel            |
| Wall Ball                                                      | Avalon Hill                    | Avalon Hill            | 1983             | Actiespel            |
| Wall-Defender                                                  | Bomb                           | Bomb                   | 1983             | Actiespel            |
| War Zone                                                       | Onbekend                       | Action Hi-Tech         | Onbekend         | Actiespel            |
| Warlords                                                       | Atari                          | Sears                  | 1981             | Actiespel            |
| Warplock                                                       | Data Age                       | Data Age               | 1982             | Actiespel            |
| Weird Bird                                                     | Onbekend                       | US Games               | Onbekend         | Actiespel            |
| Wing War                                                       | Imagic                         | Imagic                 | 1983             | Actiespel            |
| Winter Games                                                   | Action Graphics                | Epyx                   | 1987             | Sportspel            |
| Wizard of Wor                                                  | Bally Midway                   | CBS Electronics        | 1982             | Actiespel            |
| Word Zapper                                                    | US Games                       | US Games               | 1982             | Actiespel            |
| Worm War I                                                     | Sirius Software                | 20th Century Fox       | 1982             | Actiespel            |
| Xenophobe                                                      | Bally Midway                   | Atari                  | 1990             | Actiespel            |
| X-Man                                                          | Universal Gamex                | Universal Gamex        | 1983             | Actiespel            |
| Xonox Double Ender: Artillery Duel and Chuck Norris Superkicks | Xonox                          | Xonox                  | 1983             | Compilatiespel       |
| Xonox Double Ender: Artillery Duel and Ghost Manor             | Xonox                          | Xonox                  | 1983             | Compilatiespel       |
| Xonox Double Ender: Artillery Duel and Spike's Peak            | Xonox                          | Xonox                  | 1983             | Compilatiespel       |
| Xonox Double Ender: Chuck Norris Superkicks and Ghost Manor    | Xonox                          | Xonox                  | 1984             | Compilatiespel       |
| Xonox Double Ender: Chuck Norris Superkicks and Spike's Peak   | Xonox                          | Xonox                  | 1983             | Compilatiespel       |
| Xonox Double Ender: Robin Hood and Sir Lancelot                | Xonox                          | Xonox                  | 1983             | Compilatiespel       |
| Xonox Double-Ender: Spike's Peak and Ghost Manor               | Xonox                          | Xonox                  | 1983             | Compilatiespel       |
| Xonox Double-Ender: Tomarc the Barbarian and Motocross Racer   | Xonox                          | Xonox                  | 1984             | Compilatiespel       |
| Yars' Revenge                                                  | Atari                          | Atari                  | 1982             | Actiespel            |
| Zaxxon                                                         | Sega                           | Sega                   | 1982             | Actiespel            |
| Zoo Fun                                                        | Suntek                         | Home Vision            | Onbekend         | Platformspel         |
| Z-Tack                                                         | Bomb                           | Bomb                   | 1983             | Actiespel            |